# Nuri Adıyeke
Nuri Adıyeke (Smirne, 4 aprile 1963) è uno storico turco.

## Biografia
È nato a Smirne da una famiglia cretese musulmana, che abbandonò l'isola di Creta nel 1925. 
Frequentò a Smirne le scuole magistrali e poi l'Università di Ege, Facoltà di Letteratura, Dipartimento di Storia, dove si laureò nel 1985.

### Carriera
Completò il suo percorso di formazione ottenendo un PhD nel 1994 nello stesso Dipartimento di kemalismo. La sua tesi di PhD riguardava La provincia di Milas nel XVIIII.secolo. Nuri Adıyeke è sposato con la politica e storica turca Ayşe Nükhet Adıyeke e ha un figlio.
Specializzato nella storia dell'Impero ottomano, ha insegnato Storia ottomana e Storia dell'isola di Creta dal 1996 al 2010 all'Università di Mersin. Dal marzo 2010, insegna Storia ottomana classica all'Università di Dokuz Eylül.

## Opere
- Adıyeke A. Nükhet- Adıyeke Nuri, Recent Discoveries In Turkısh Archives: Kadi Registers of Midilli, TURCICA, Revue Ėtudes Turques, Tome 38, 2006, pp. 355–362.
- Adıyeke Nükhet - Adıyeke Nuri - Balta Evangelia, The Poll Tax ın The Years of The Cretan War (Symbol of Submission and Mechanisms of Avoidance), Thesavrimasta, Bollettino dell’Instituto Ellenico di Studi Bizantini e Postbizantini, Venezia, 31, 2001, pp. 323–359.
- Adıyeke A. Nükhet- Adıyeke Nuri, Fethinden Kaybına Girit, Babıali Kültür Yayıncılık, İstanbul, 2006; 2. Baskı 2007.
- Adıyeke A. Nükhet - Adıyeke Nuri, Kıbrıs Sorununun Anlaşılmasında Tarihsel Bir Örnek Olarak Girit’in Yunanistan’a Katılması,  SAEMK/TYYK. Yayını, Ankara, 2002.
- Adıyeke A. Nükhet - Adıyeke Nuri, The Annexation of Crete to Greece (A Historical Case In Understanding The Cyprus Question), Translation by Mehmet Ulu, SAEMK/TYYK. Yayını, Ankara, 2003.
- Adıyeke A. Nükhet - Adıyeke Nuri, Türk Denizcilik Tarihi Açısından Girit Savaşı ve Önemi Askeri Tarih Araştırmaları Dergisi, sayı 9, (Şubat 2007), ss.1-9; Adıyeke Nuri - Adıyeke A. Nükhet, Fethinden Kaybına Girit, Babıali Kültür Yayıncılık, İstanbul, 2006, ss. 15-26.
- Adıyeke A. Nükhet - Adıyeke Nuri, Girit’e Bakıp Kıbrıs’ı Görmek, Kıbrıs Laboratuvarı, (Derleyen: Şenol Kantarcı), Aktüel Yayınları, İstanbul, 2005, ss.55-69.
- Adıyeke Nuri, Girit’te Askeri ve Toplumsal Bir Kurum: Yerli Yeniçeriler – Gönüllüyan Zümresi, XV. Türk Tarih Kongresi, 11-15 Eylül 2006, Ankara, Bildiri Özetleri, Ankara, 2006, s.8.